# Estadio TD Place
El Estadio TD Place, anteriormente conocido como Lansdowne Park y como Estadio Frank Clair, es un estadio de fútbol canadiense ubicado en la ciudad de Ottawa, Ontario (Canadá). El campo de juego ha existido desde la década de 1870 y se utilizaba para eventos ecuestres, lacrosse y rugby, pero el estadio completo data de 1908. Es el campo de los Ottawa Redblacks, de la Canadian Football League (CFL), y del Atlético Ottawa, de la Canadian Premier League (CPL). Su capacidad actual es de 24.000 espectadores.

## Historia
El estadio fue construido en 1908 e inaugurado con motivo de la feria anual Central Canada Exhibition realizada en septiembre de 1909. Durante muchos años fue conocido simplemente con el nombre de Grandstat de Lansdowne Park por el lugar en donde se localizaba, pero a partir del 8 de abril de 1993 fue denominado Frank Clair en honor a un exitoso entrenador de fútbol canadiense que dirigió a los equipos Toronto Argonauts y Ottawa Rough Riders en las décadas de 1950 y 1960.
El estadio fue sede en la Canadian Football League de los equipos Ottawa Rough Riders entre 1908 y 1996, Ottawa Renegades entre 2002 y 2005, y Ottawa Redblacks a partir de 2014. Ha sido la sede de siete finales de la Grey Cup, la última de ellas en 2017.
En el estadio compiten además los equipos atléticos universitarios Ottawa Gee-Gees (Universidad de Ottawa) y Carleton Ravens (Universidad de Carleton). Durante los meses de invierno se acondiciona un domo sobre el campo del estadio para practicar deportes.
En el estadio también se realizaron cuatro partidos de fútbol de los Juegos Olímpicos de Montreal 1976 y fue sede de 8 partidos de la Copa Mundial de Fútbol Sub-20 de 2007. Recientemente se anunció que el estadio podría ser sede de la final de la Grey Cup 2014 a condición de que se establezca un equipo con sede en el estadio antes de dicha temporada con franquicia de la Canadian Football League. Desde 2014 hasta 2019, allí jugó el Ottawa Fury FC.

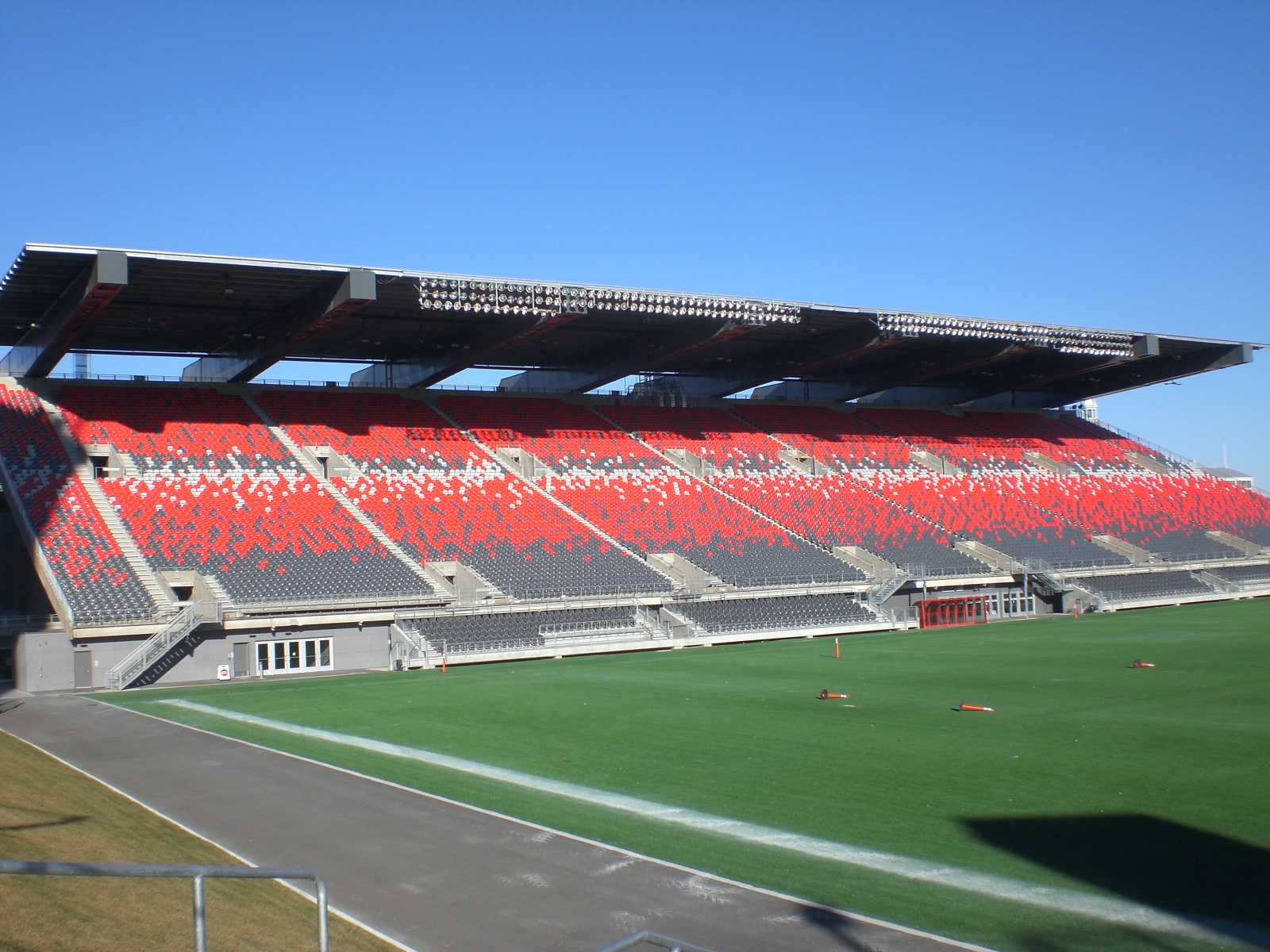

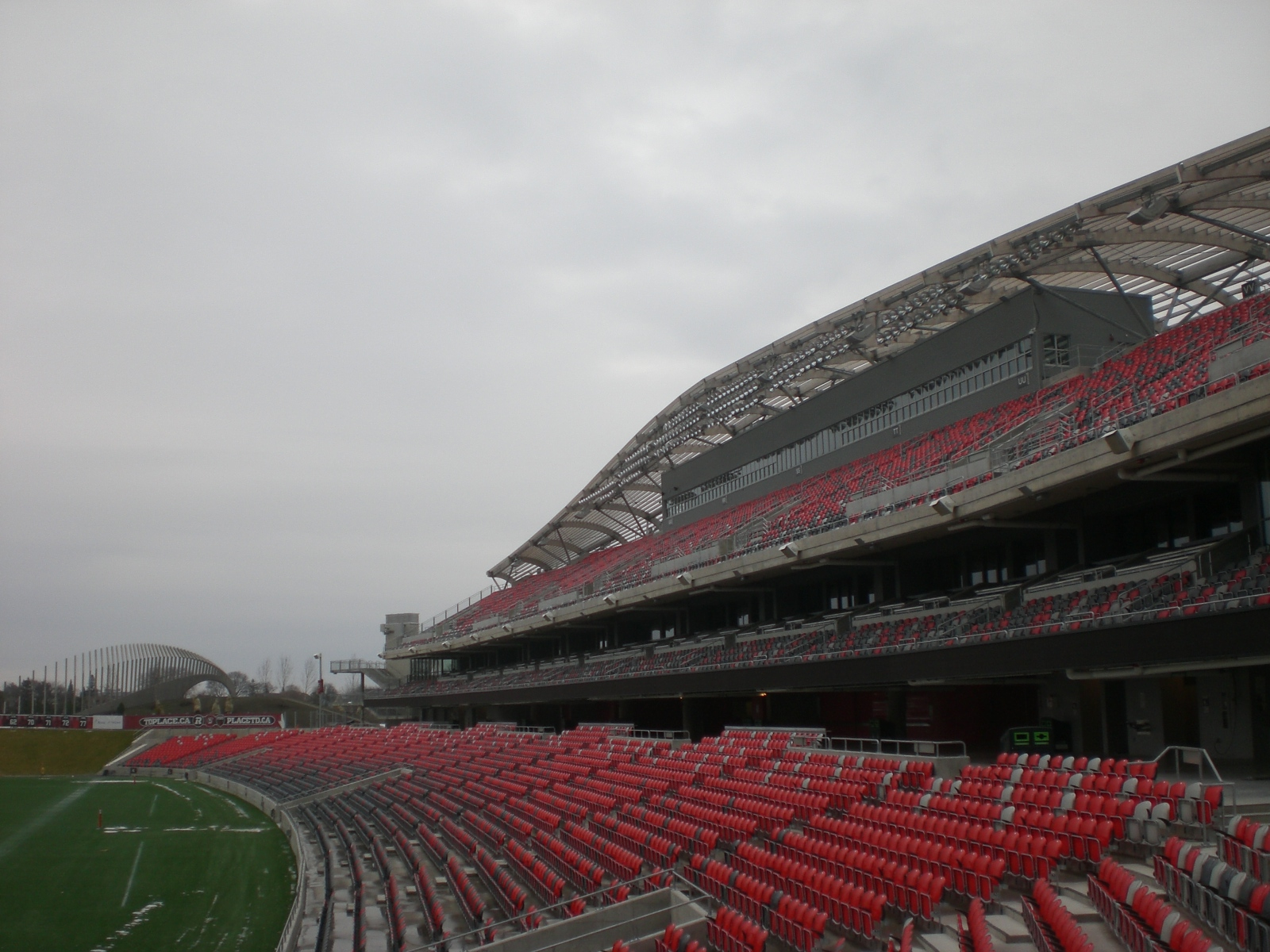

En septiembre de 2007 el estadio se cerró debido a fallas en su estructura y un sector bajo de las graderías fue demolido el 20 de julio de 2008. En junio de 2010 el concejo de la ciudad aprobó la renovación del estadio y la construcción de un área comercial de 33 000 metros cuadrados.
En vista de las obras del estadio, la Canadian Football League anunció que reabrirá una franquicia en Ottawa a partir de 2013 y que el equipo jugará en el estadio Frank Clair, el cual será sometido a una adecuación. También se ha discutido la conformación de un futuro equipo de fútbol que utilice el estadio en la Major League Soccer.
El 16 de diciembre de 2017, el estadio albergó el NHL 100 Classic, un partido de hockey sobre hielo entre los Ottawa Senators y los Montreal Canadiens, realizado ante 33 959 espectadores en el marco del centenario de la National Hockey League y el sesquicentenario de Canadá.
En el estadio también se han realizado otros espectáculos como el concierto del grupo The Rolling Stones el 28 de agosto de 2005, dentro de su gira A Bigger Bang Tour.

## Eventos

### Copa Mundial Femenina de Fútbol de 2015
El estadio albergó nueve partidos de la Copa Mundial Femenina de Fútbol de 2015.
| Fecha               | Selección #1    | Resultado | Selección #2    | Ronda                 | Espectadores |
| ------------------- | --------------- | --------- | --------------- | --------------------- | ------------ |
| 7 de junio de 2015  | Noruega         | 4–0       | Tailandia       | Primera fase, Grupo B | 20.953       |
| 7 de junio de 2015  | Alemania        | 10–0      | Costa de Marfil | Primera fase, Grupo B | 20.953       |
| 11 de junio de 2015 | Alemania        | 1–1       | Noruega         | Primera fase, Grupo B | 18.987       |
| 11 de junio de 2015 | Costa de Marfil | 2–3       | Tailandia       | Primera fase, Grupo B | 18.987       |
| 17 de junio de 2015 | México          | 0–5       | Francia         | Primera fase, Grupo F | 21.562       |
| 17 de junio de 2015 | Corea del Sur   | 2–1       | España          | Primera fase, Grupo E | 21.562       |
| 20 de junio de 2015 | Alemania        | 4–1       | Suecia          | Octavos de final      | 22.486       |
| 22 de junio de 2015 | Noruega         | 1–2       | Inglaterra      | Octavos de final      | 19.829       |
| 26 de junio de 2015 | China           | 0–1       | Estados Unidos  | Cuartos de final      | 24.141       |